# Marco Gatti
Marco Gatti (Città di San Marino, 25 gennaio 1967) è un politico sammarinese, membro del Consiglio Grande e Generale.

## Biografia
Nato a Città di San Marino nel 1967, abita a Domagnano, nel 1985 consegue il diploma di ragioniere e perito commerciale e nel 1996 diventa ragioniere Commercialista e revisore contabile.
Nel 1990 si iscrive alla sezione di Domagnano del Partito Democratico Cristiano Sammarinese, ricoprendo ruoli sempre più importanti all'interno del partito diventando nel 2010 segretario del partito stesso.
In seguito alle elezioni del 2006 diventa membro del Consiglio Grande e Generale e nel 2008 ricopre anche la carica di capo delegazione per San Marino nel Consiglio d'Europa a Strasburgo.
Il 21 novembre 2011 diventa presidente della nuova Commissione antimafia della Repubblica di San Marino per la lotta alla mafia a San Marino.
In seguito a una maxi frode, che ha coinvolto un cliente dello studio commerciale, il 4 maggio si dimette dalla stessa commissione e dal ruolo di Presidente, mantenendo la carica di membro del Consiglio Grande e Generale e di segretario politico del suo partito..
Il 5 maggio è stata nominata la nuova presidente della Commissione antimafia della Repubblica di San Marino che ha sostituito Gatti, Anna Maria Muccioli.
È nipote del politico democristiano sammarinese Gabriele Gatti.